# Les Lumières du music-hall
Les Lumières du music-hall est une série de 161 émissions françaises de 26 minutes consacrée aux artistes de la chanson, réalisée (exceptés les 9 premiers épisodes réalisés par Eric Le Seney) et commentée par Jacques Pessis et diffusée du 25 décembre 1995 au 5 février 2001 sur La Cinquième, et rediffusée à partir de 2002 sur Paris Première.

## L'émission
Cette émission est consacrée aux chanteurs et artistes du music-hall populaires et retrace leurs carrières, de leurs jeunesses jusqu'à leurs gloires, avec l'aide d'archives photographiques et audiovisuelles. Les commentaires de Jacques Pessis alternent avec les extraits de prestations de l'artiste sur une scène ou sur un plateau de télévision.

## Listes des épisodes
| Numéro d'épisode | Artiste                        | Date de première diffusion |          |          |
|                  | Saison 1                       | Saison 1                   | Saison 1 | Saison 1 |
| ---------------- | ------------------------------ | -------------------------- | -------- | -------- |
| 1                | Jean Gabin                     | 25 décembre 1995           |          |          |
| 2                | Yvonne Printemps               | 1er janvier 1996           |          |          |
| 3                | Les Frères Jacques             | 6 janvier 1996             |          |          |
| 4                | Marie Dubas                    | 13 janvier 1996            |          |          |
| 5                | Mistinguett                    | 20 janvier 1996            |          |          |
| 6                | Maurice Chevalier              | 3 février 1996             |          |          |
| 7                | Fernandel                      | 10 février 1996            |          |          |
| 8                | Fréhel                         | 17 février 1996            |          |          |
| 9                | Jean Sablon                    | 24 février 1996            |          |          |
| 10               | Georges Guétary                | 2 mars 1996                |          |          |
| 11               | Les Sœurs Étienne              | 9 mars 1996                |          |          |
| 12               | Les Compagnons de la chanson   | 16 mars 1996               |          |          |
| 13               | Lucienne Boyer                 | 23 mars 1996               |          |          |
| 14               | Ray Ventura                    | 30 mars 1996               |          |          |
| 15               | Albert Préjean                 | 6 avril 1996               |          |          |
| 16               | Bourvil                        | 13 avril 1996              |          |          |
| 17               | Édith Piaf                     | 20 avril 1996              |          |          |
| 18               | Tino Rossi                     | 27 avril 1996              |          |          |
| 19               | Mireille                       | 4 mai 1996                 |          |          |
| 20               | Luis Mariano                   | 11 mai 1996                |          |          |
| 21               | Charles Trenet                 | 18 mai 1996                |          |          |
| 22               | Joséphine Baker                | 25 mai 1996                |          |          |
| 23               | Cora Vaucaire                  | 1er juin 1996              |          |          |
| 24               | Damia                          | 8 juin 1996                |          |          |
| 25               | Line Renaud                    | 15 juin 1996               |          |          |
| 26               | Vincent Scotto                 | 22 juin 1996               |          |          |
|                  | Saison 2                       |                            |          |          |
| 1                | Francis Lemarque               | 22 décembre 1996           |          |          |
| 2                | Annie Cordy                    | 29 décembre 1996           |          |          |
| 3                | Marcel Mouloudji               | 5 janvier 1997             |          |          |
| 4                | Dario Moreno                   | 12 janvier 1997            |          |          |
| 5                | Patachou                       | 19 janvier 1997            |          |          |
| 6                | Colette Renard                 | 2 février 1997             |          |          |
| 7                | Mick Micheyl                   | 9 février 1997             |          |          |
| 8                | Georges Ulmer                  | 16 février 1997            |          |          |
| 9                | Isabelle Aubret                | 23 février 1997            |          |          |
| 10               | Jacques Brel                   | 2 mars 1997                |          |          |
| 11               | Philippe Clay                  | 9 mars 1997                |          |          |
| 12               | Félix Leclerc                  | 16 mars 1997               |          |          |
| 13               | Juliette Gréco                 | 23 mars 1997               |          |          |
| 14               | Léo Ferré                      | 30 mars 1997               |          |          |
| 15               | Jacques Hélian                 | 6 avril 1997               |          |          |
| 16               | Georges Brassens               | 13 avril 1997              |          |          |
| 17               | Pierre Dudan                   | 20 avril 1997              |          |          |
| 18               | Gloria Lasso                   | 27 avril 1997              |          |          |
| 19               | Jean-Claude Pascal             | 4 mai 1997                 |          |          |
| 20               | Jean Constantin                | 11 mai 1997                |          |          |
| 21               | André Claveau                  | 18 mai 1997                |          |          |
| 22               | Marcel Amont                   | 25 mai 1997                |          |          |
| 23               | Catherine Sauvage              | 1er juin 1997              |          |          |
| 24               | Les Quatre Barbus              | 8 juin 1997                |          |          |
| 25               | Bruno Coquatrix                | 15 juin 1997               |          |          |
|                  | Saison 3                       |                            |          |          |
| 1                | Serge Reggiani                 | 14 septembre 1997          |          |          |
| 2                | Claude Nougaro                 | 28 septembre 1997          |          |          |
| 3                | Marie-Josée Neuville           | 5 octobre 1997             |          |          |
| 4                | Boby Lapointe                  | 12 octobre 1997            |          |          |
| 5                | Gilbert Bécaud                 | 19 octobre 1997            |          |          |
| 6                | Sacha Distel                   | 26 octobre 1997            |          |          |
| 7                | François Deguelt               | 2 novembre 1997            |          |          |
| 8                | Yves Montand                   | 9 novembre 1997            |          |          |
| 9                | Gilles Vigneault               | 16 novembre 1997           |          |          |
| 10               | Alain Barrière                 | 23 novembre 1997           |          |          |
| 11               | Nana Mouskouri                 | 30 novembre 1997           |          |          |
| 12               | Guy Béart                      | 7 décembre 1997            |          |          |
| 13               | Boris Vian                     | 14 décembre 1997           |          |          |
| 14               | Jeanne Moreau                  | 21 décembre 1997           |          |          |
| 15               | Michel Legrand                 | 28 décembre 1997           |          |          |
| 16               | Serge Gainsbourg               | 4 janvier 1998             |          |          |
| 17               | Georges Moustaki               | 11 janvier 1998            |          |          |
| 18               | Charles Dumont                 | 1er février 1998           |          |          |
| 19               | Françoise Hardy                | 22 février 1998            |          |          |
| 20               | Claude François                | 8 mars 1998                |          |          |
| 21               | Hugues Aufray                  | 29 mars 1998               |          |          |
| 22               | Charles Aznavour               | 12 avril 1998              |          |          |
| 23               | Julien Clerc                   | 19 avril 1998              |          |          |
| 24               | Dalida                         | 3 mai 1998                 |          |          |
| 25               | Richard Anthony                | 17 mai 1998                |          |          |
| 26               | Mort Shuman                    | 31 mai 1998                |          |          |
| 27               | Alain Souchon                  | 7 juin 1998                |          |          |
| 28               | Michel Delpech                 | 14 juin 1998               |          |          |
|                  | Saison 4                       |                            |          |          |
| 1                | Johnny Hallyday                | 13 septembre 1998          |          |          |
| 2                | Dick Rivers                    | 20 septembre 1998          |          |          |
| 3                | Sheila                         | 27 septembre 1998          |          |          |
| 4                | Jacques Dutronc                | 4 octobre 1998             |          |          |
| 5                | Michel Fugain                  | 11 octobre 1998            |          |          |
| 6                | Michèle Torr                   | 18 octobre 1998            |          |          |
| 7                | Salvatore Adamo                | 25 octobre 1998            |          |          |
| 8                | Joe Dassin                     | 1er novembre 1998          |          |          |
| 9                | Serge Lama                     | 8 novembre 1998            |          |          |
| 10               | Pétula Clark                   | 15 novembre 1998           |          |          |
| 11               | Barbara                        | 22 novembre 1998           |          |          |
| 12               | Antoine                        | 29 novembre 1998           |          |          |
| 13               | Sylvie Vartan                  | 6 décembre 1998            |          |          |
| 14               | Enrico Macias                  | 13 décembre 1998           |          |          |
| 15               | Eddy Mitchell                  | 20 décembre 1998           |          |          |
| 16               | Pierre Perret                  | 27 décembre 1998           |          |          |
| 17               | Jean-Jacques Debout            | 10 janvier 1999            |          |          |
| 18               | Frank Alamo                    | 17 janvier 1999            |          |          |
| 19               | Michel Berger                  | 24 janvier 1999            |          |          |
| 20               | France Gall                    | 31 janvier 1999            |          |          |
| 21               | Maxime Le Forestier            | 14 février 1999            |          |          |
| 22               | Odette Laure                   | 21 février 1999            |          |          |
| 23               | Il était une fois              | 28 février 1999            |          |          |
| 24               | Hervé Vilard                   | 7 mars 1999                |          |          |
| 25               | Gérard Lenorman                | 14 mars 1999               |          |          |
| 26               | Lucky Blondo                   | 28 mars 1999               |          |          |
| 27               | Pierre Vassiliu                | 11 avril 1999              |          |          |
| 28               | Michel Delpech                 | 18 avril 1999              |          |          |
| 29               | Mike Brant                     | 25 avril 1999              |          |          |
| 30               | C. Jérôme                      | 2 mai 1999                 |          |          |
| 31               | Nicoletta                      | 9 mai 1999                 |          |          |
| 32               | Jane Birkin                    | 16 mai 1999                |          |          |
| 33               | Guy Marchand                   | 23 mai 1999                |          |          |
| 34               | Eddie Constantine              | 30 mai 1999                |          |          |
| 35               | Robert Charlebois              | 6 juin 1999                |          |          |
| 36               | La 100ème                      | 20 juin 1999               |          |          |
| 37               | Nino Ferrer                    | 13 août 1999               |          |          |
|                  | Saison 5                       |                            |          |          |
| 1                | Paul Anka                      | 12 septembre 1999          |          |          |
| 2                | Bing Crosby                    | 19 septembre 1999          |          |          |
| 3                | Daniel Balavoine               | 26 septembre 1999          |          |          |
| 4                | Michel Sardou                  | 3 octobre 1999             |          |          |
| 5                | Trini Lopez                    | 10 octobre 1999            |          |          |
| 6                | Yves Duteil                    | 17 octobre 1999            |          |          |
| 7                | Sammy Davis, Jr.               | 24 octobre 1999            |          |          |
| 8                | Véronique Sanson               | 31 octobre 1999            |          |          |
| 9                | Dean Martin                    | 7 novembre 1999            |          |          |
| 10               | Renaud                         | 14 novembre 1999           |          |          |
| 11               | Mireille Mathieu               | 21 novembre 1999           |          |          |
| 12               | Fred Astaire                   | 28 novembre 1999           |          |          |
| 13               | Duke Ellington                 | 5 décembre 1999            |          |          |
| 14               | Frank Sinatra                  | 12 décembre 1999           |          |          |
| 15               | Brigitte Bardot                | 19 décembre 1999           |          |          |
| 16               | Carlos                         | 9 janvier 2000             |          |          |
| 17               | Patrick Bruel                  | 30 janvier 2000            |          |          |
| 18               | Laurent Voulzy                 | 27 février 2000            |          |          |
| 19               | Patricia Kaas                  | 5 mars 2000                |          |          |
| 20               | Florent Pagny                  | 19 mars 2000               |          |          |
| 21               | Julio Iglesias                 | 23 avril 2000              |          |          |
| 22               | Michel Jonasz                  | 7 mai 2000                 |          |          |
| 23               | Francis Cabrel                 | 14 mai 2000                |          |          |
| 24               | Jean-Jacques Goldman           | 4 juin 2000                |          |          |
|                  | Saison 6                       |                            |          |          |
| 1                | Céline Dion                    | 10 septembre 2000          |          |          |
| 2                | Daniel Guichard                | 17 septembre 2000          |          |          |
| 3                | Régine                         | 24 septembre 2000          |          |          |
| 4                | Alain Bashung                  | 1er octobre 2000           |          |          |
| 5                | Pierre Bachelet                | 8 octobre 2000             |          |          |
| 6                | Catherine Lara                 | 15 octobre 2000            |          |          |
| 7                | Marc Lavoine                   | 22 octobre 2000            |          |          |
| 8                | Le Grand Orchestre du Splendid | 29 octobre 2000            |          |          |
| 9                | Téléphone                      | 5 novembre 2000            |          |          |
| 10               | Nicole Croisille               | 12 novembre 2000           |          |          |
| 11               | Lio                            | 19 novembre 2000           |          |          |
| 12               | Rika Zaraï                     | 26 novembre 2000           |          |          |
| 13               | Stone et Charden               | 3 décembre 2000            |          |          |
| 14               | Yves Simon                     | 10 décembre 2000           |          |          |
| 15               | Ivan Rebroff                   | 17 décembre 2000           |          |          |
| 16               | Chantal Goya                   | 24 décembre 2000           |          |          |
| 17               | Alain Chamfort                 | 8 janvier 2001             |          |          |
| 18               | Vanessa Paradis                | 15 janvier 2001            |          |          |
| 19               | Bernard Lavilliers             | 22 janvier 2001            |          |          |
| 20               | Patrick Juvet                  | 29 janvier 2001            |          |          |
| 21               | Dave                           | 5 février 2001             |          |          |